# François Guiter
Pour les articles homonymes, voir Guiter.
François Guiter, né le 7 mai 1928 à Paris et mort dans cette même ville le 9 novembre 2014, est un responsable français de la promotion d'entreprise, ayant principalement accompli sa carrière au sein du pétrolier Elf Aquitaine. Il a exercé ses activités de manière à promouvoir l'image de l'entreprise via la course automobile. Ce faisant, il a également développé une filière de formation de pilotes français, la filière ELF.

## Biographie
Ancien militaire et plongeur de l'armée, François Guiter devient responsable de la compétition chez le pétrolier Elf Aquitaine,.
Chargé de la Formule 1, de l'endurance, du rallye automobile, il transforme l'approche de la compétition automobile en France, notamment en créant le Volant Elf et la Filière Elf qui ont permis à de nombreux pilotes d'éclore.
Au début des années 1970, François Guiter commande à Renault un moteur V6 2 litres pour un programme de Formule 2, moteur éligible pour les 24 Heures du Mans ; l'Alpine A442 fait ses débuts dans la Sarthe en 1976, pilotée par Jean-Pierre Jabouille et Patrick Tambay. Si le duo abandonne peu avant la mi-course, il a eu le temps de boucler le meilleur tour en course. 
Renault poursuit au Mans tout en s'impliquant en Formule 1 et aligne quatre Alpine l'année suivante. Le constructeur français subit la domination de Porsche avec un moteur trop fragile et doit attendre les 24 Heures du Mans 1978 pour remporter l'épreuve avec Jean-Pierre Jaussaud et Didier Pironi,,,,,,.